# (3392) Setouchi
(3392) Setouchi planetoida z grupy przecinających orbitę Marsa okrążająca Słońce w ciągu 3 lat i 48 dni w średniej odległości 2,14 j.a. Została odkryta 17 grudnia 1979 roku w Kiso Station przez Hirokiego Kōsai i Goro Sasakiego. Nazwa planetoidy pochodzi od Setouchi, miasta leżącego nad Morzem Wewnętrznym. Przed jej nadaniem planetoida nosiła oznaczenie tymczasowe (3392) 1979 YB.